# La Deuxième Étoile
Série
La Première Étoile
(2009)
Pour plus de détails, voir Fiche technique et Distribution.
La Deuxième Étoile est un film français réalisé par Lucien Jean-Baptiste, sorti en 2017. C'est la suite de La Première Étoile sorti en 2009.

## Synopsis
Jean-Gabriel compte passer Noël à la montagne tranquillement en famille. De nombreux imprévus surviennent : sa mère débarque des Antilles, ses enfants n’ont pas envie de partir, Jojo lui confie son van Vito cheri et sa femme lui annonce qu’elle doit s’occuper de son père qu’elle n’a pas revu depuis qu’elle a fait le choix d’épouser Jean-Gabriel. Toutefois, Jean-Gabriel fera tout pour les surmonter...

## Fiche technique
Sauf indication contraire, les informations mentionnées dans cette section peuvent être confirmées par les bases de données cinématographiques IMDb et Allociné,  présentes dans la section « Liens externes ».
- Titre  : La Deuxième Étoile
- Réalisation : Lucien Jean-Baptiste
- Assistant réalisation : Zazie Carcedo
- Scénario : Lucien Jean-Baptiste et Marie-Castille Mention-Schaar
- Scripte : Juliette Baumard
- Photographie : Colin Wandersman
- Montage : Sahra Mekki
- Costumes : Laurence Benoît
- Décors : Pierre Pell
- Son : Laurent Benaïm, Benjamin Rosier, Olivier Dô Hûu
- Musique : Erwann Kermorvant
- Supervision musicale : Pascal Mayer
- Production : Pierre Kubel (délégué), Marie-Castille Mention-Schaar (déléguée), Stéphane Célérier (délégué), Valerie Garcia (déléguée), Philippe Saal (exécutif)
- Sociétés de production : Mars Films (déléguée), Vendredi Film (déléguée), France 2 Cinéma (coproduction), Zamba Films (coproduction), SOFICA LBPI 11 et Manon 8 (en association avec)
- Société de distribution : Mars Distribution ( France), Pathé Films AG ( Suisse romande)
- Pays d'origine :  France
- Langue : français
- Genre : comédie
- Durée : 95 minutes
- Budget : 8.88 M€[1]
- Format : couleur - Dolby 5.1
- Dates de sortie : 
  - France  : 13 décembre 2017

## Distribution
Sauf indication contraire, les informations mentionnées dans cette section peuvent être confirmées par les bases de données cinématographiques IMDb et Allociné,  présentes dans la section « Liens externes ».
- Lucien Jean-Baptiste : Jean-Gabriel Élisabeth
- Firmine Richard : Marie-Thérèse Louis-Joseph dite « Bonne Maman »
- Anne Consigny : Suzy Élisabeth, la femme de Jean-Gabriel
- Roland Giraud : Papy André Mortureux, le père de Suzy et de sa sœur
- Loreyna Colombo : Manon Élisabeth, la fille
- Ludovic François : Ludovic Élisabeth, le fils cadet
- Sadio Diallo : Zachary Élisabeth dit « Zach », le fils benjamin
- Jimmy Woha-Woha : Yann Élisabeth, le fils aîné
- Michel Jonasz : Maurice Morgeot, le propriétaire du chalet
- François Bureloup : Louis Duval
- Laurence Oltuski : Madame Duval
- Grégoire Plantade : Maxence Duval
- Joséphine Hélin : Noémie Duval
- Léwine Weber : Violaine Duval
- Édouard Montoute : Jojo, ami de Jean-Gabriel fan de voitures
- Mamadou Gari : Obama
- Sabine Pakora : Marie-Jo, la femme de Jojo
- Medi Sadoun : Gabin
- Alexis Tomassian : La Fouine
- Gilles Benizio : Monsieur Noël  / L'animateur de la Course aux Étoiles des Neiges
- Caroline Santini : Caroline Morgeot, la fille de Maurice et de Suzanne
- Catherine Hosmalin : la sœur de Suzy, fille aînée d'André
- Tia Diagne : La sœur d'Obama
- Sara Mortensen : Brigitte, l'animatrice de la Course aux Étoiles des Neiges
- Philippe Candeloro : lui-même
- Laurent Mendy : Le Père Samaire
- Antonia de Rendinger : La paroissienne
- Bernadette Lafont : Suzanne Morgeot, la propriétaire du chalet (caméo photographique, non créditée)

## Production
Fin 2015 est annoncée la mise en production de la suite de La Première Étoile, intitulée La Deuxième Étoile, toujours réalisée par Lucien Jean-Baptiste,.

### Tournage
Le film a été notamment tourné :
- À la ville : Le Vésinet[4]

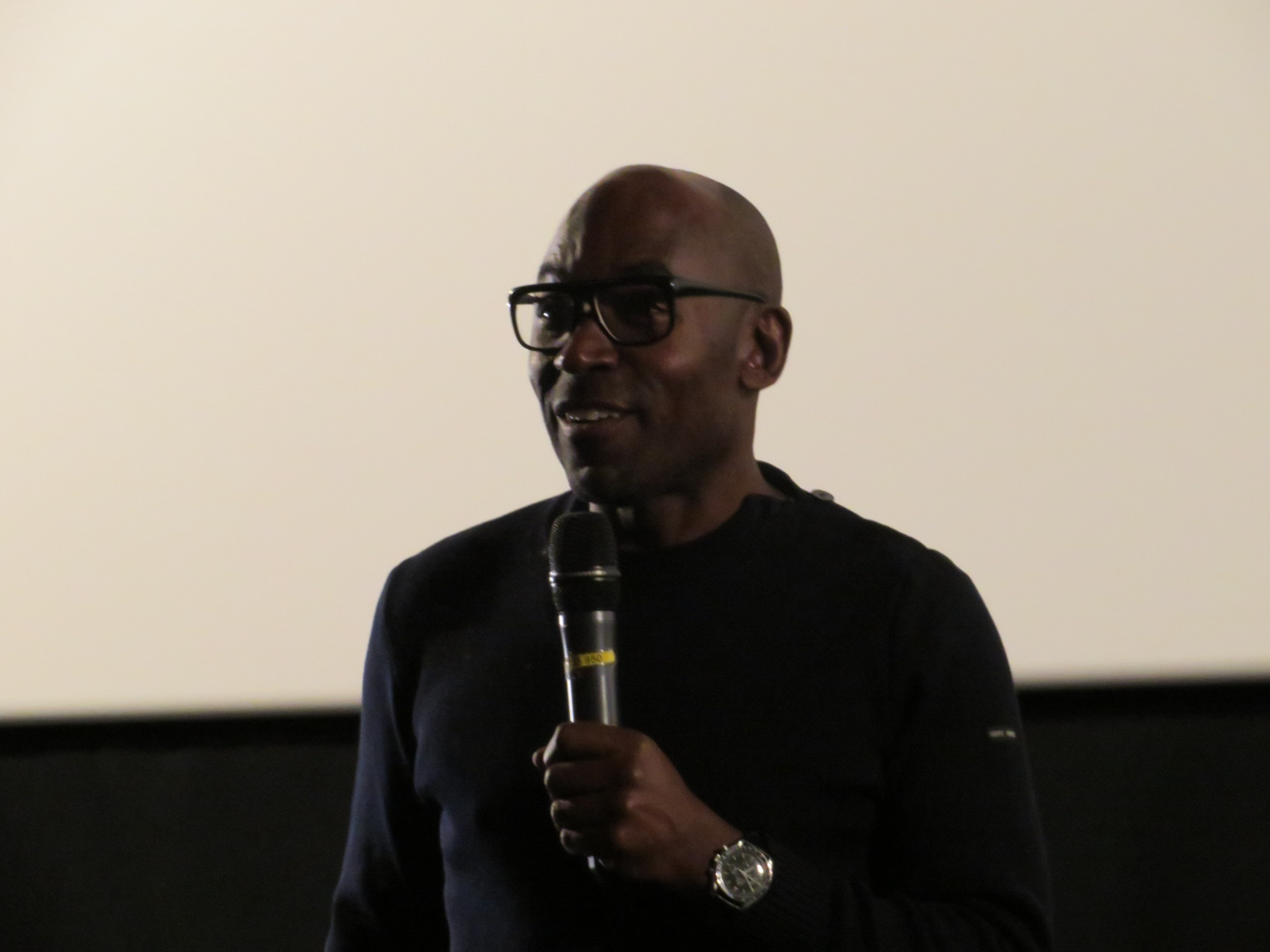
Lucien Jean-Baptiste présentant son film La Deuxième Étoile, en avant-première à Beauvais, le 8 11 2017.

- À la montagne : Les Gets (Haute-Savoie)[5] du 6 mars au 31 mars 2017[6],[7].